# Хаїм Таубер
Хаїм Шмуель Таубер (Тойбер, їд. חיים שמואל טױבער; нар. 14 червня 1901, Могилів-Подільський; — пом. 1972, Нью-Йорк (?)) — американський і канадський актор театру й кіно єврейсько-українського походження.

## Життєпис
Хаїм Таубер (Тойбер) народився 14 червня 1901 року в місті Моліве (єврейська назва Могилева-Подільського) у сім'ї бідного кравця. Навчання проходив у хедері, а згодом у комерційній школі.
У віці дев'яти років Хаїм дебютує в сімейній постановці п'єси Абрама Гольдфадена «Доктор Аламасадо». 1917 року він бере участь у створенні могилів-подільського товариства «Ді їдіше біне» (їд. Єврейська сцена) під керівництвом Боруха Мозшвіца, й уже 12 травня цього ж року грає роль Шамая у постановці п'єси Якова Гордіна «Єврейський король Лір». Згодом він стане режисером цього товариства. Актори, які з часом утворили під його керівництвом «Могилівську трупу», гастролювали селами й містечками Подільської та Київської губерній, заробляючи замість грошей «неоціненний досвід».
1919 року Таубер вступає у професійну трупу під керівництвом Льва Мейєрсона та Гріші Епштейна. За рік Хаїм разом із трупою тікає від погромів до Румунії, де разом із такими ж, як і він «біженцями» з інших куточків Російської імперії створює новий театральний колектив. Улітку 1921 року він отримує тимчасовий ангажемент у Бухарестському театрі «Жіґніца» Іцика Ґольдберґа. З 1922 року він виступає в Бухаресті й інших румунських містах.
Під час перебування у Бессарабії Хаїм Таубер створює свої перші одноактні п'єси «Кривава Ханука» і «Тернистий шлях», а також грає в них. Водночас він пише свій триактний драматичний твір «Ґалут» і водночас займається перекладами російської літератури мовою їдиш. Його останньою роботою в Румунію стала роль у постановці «Трьох подарунків» Іцхака Лейбуша Переца.
1925 року він переїздить до міста Монреаля, що в Канаді, де вступає в театральну трупу Ізидора Голландера, з якою до 1928-го він гастролюватиме американською глибинкою. Протягом 1928—1929 років Тойбер працює у філадельфійському театрі «Казино», де ставить свої п'єси «Галицький рабин» та «Золоті колечка» на музику Рувина Островського. Остання була ще раз поставлена 1930-го в Нью-йоркському національному театрі Міхалом Міхалеско вже на музику Олександра Ольшанецького.
У театральному сезоні 1929/1930 років він працює в бруклінському театрі «Ліберті». Наступного сезону він знову приєднується до трупи Голландера в Торонто. 1931 року Таубер стає членом Спілки єврейських акторів. Протягом 1931—1933 років він грає у різних театральних колективах Детройта, Філадельфії й Бостона.
Сезон 1933/1934 років став для Хаїма Таубера найуспішнішим: на сцені нью-йоркського театру «Секонд-Авеню» відбулася прем'єра оперети Олександра Ольшанецького «Катеринщик». Головні ролі у спектаклі зіграли Джуліус Натансон і Люба Кадісон, яка стала першою виконавицею найвідомішої пісні, написаної Хаїмом Таубером, «Іх гоб діх цу філ ліб» («Я так тебе люблю»).
1934-го Таубер у співавторстві з Вільямом Сіґелем пише сценарій музичного шоу «Весела сімейка», прем'єра якого відбулася в Публічному театрі Нью-Йорка. Автором музики став Шолем Секунда.
З 1939 року Таубер починає працювати в кіно. Спочатку він знімається в епізодах фільмів «Кол Нідре» й «Великий Ейцеґебер». 1940-го він пише сценарії і тексти пісень до музичних комедій на мелодії Шолема Секунди «Мій будинок», «Єврейські мелодії», «Оператор Мотл». В останньому Хаїм зіграв головну роль. Режисером усіх цих фільмів був Йозеф Зейден. Останню свою роль Таубер зіграв 1941 року у фільмі «Мазл тов, євреї!» цього ж режисера.
Помер Хаїм Таубер 1972 року.